# Ángela Mendoza Eguaras
Ángela Mendoza Eguaras (Belicena, Granada, 1924 - 1998) fue una archivera, bibliotecaria y arqueóloga española, directora del Museo Arqueológico de Granada entre los años 1967 y 1989. Es una de las investigadoras reconocidas en el proyecto “Mujeres Investigadoras en los Archivos Estatales (1900-1970)” que desarrolló el Ministerio de Cultura en 2020.

## Trayectoria
Estudió en la Universidad de Granada, licenciándose en Filosofía y Letras de Filología Semítica en 1946. Comenzó su trayectoria como auxiliar interina en la Biblioteca de la Facultad de Filosofía y Letras entre 1947 y 1950. Los cuatro años siguientes ejerció como ayudante de clases prácticas de lengua árabe en la Universidad de Granada, además de encargarse, como interina, de la plaza de profesora adjunta de Lengua y Literatura Árabe.
Especialista en numismática, fue responsable del curso de esta disciplina entre 1956 y 1959 y de la extensión de la cátedra de Arqueología, Epigrafía y Numismática de 1959 a 1964. También trabajó en la Sección de Catalogación del Archivo de la Real Chancillería de Granada y cursó estudios de numismática en el Instituto Antonio Agustín de Madrid.
En 1954 ingresó en el Cuerpo Facultativo de Archiveros, Bibliotecarios y Arqueólogos. En 1967 obtuvo, por concurso, la dirección del Museo Arqueológico de Granada, cargo que ocupó hasta 1989. Durante su gestión impulsó la modernización del museo mediante la reorganización de la colección, la apertura de nuevas salas y la ampliación de sus fondos.
Su labor académica se reflejó en numerosos artículos especializados, entre ellos Inscripción mozárabe en La Zubia (Granada). En 1985 ingresó en la Real Academia de Bellas Artes de Nuestra Señora de las Angustias de Granada. Como parte de su legado, donó documentación de su tía Joaquina Egüaras, la primera profesora de la Universidad de Granada, al Archivo de la Escuela de Estudios Árabes.

## Reconocimientos
En 2020, fue incluida dentro del proyecto “Mujeres Investigadoras en los Archivos Estatales (1900-1970)” para la descripción archivística y creación de un micrositio específico en el Portal de Archivos Españoles (PARES), desarrollado entre 2020-2023. Este proyecto ha sido impulsado por la Subdirección General de Archivos Estatales, con el objetivo visibilizar la labor de investigación realizada en España por las mujeres en el intervalo 1900-1970 partiendo de los registros documentales que se conservan en los Archivos de Gestión de los AAEE del Ministerio de Cultura (el Archivo Histórico Nacional, el Archivo de la Corona de Aragón, el Archivo General de Simancas, el Archivo General de Indias, el Archivo de la Real Chancillería de Valladolid, el Archivo General de la Administración y el Centro de Información Documental de Archivos).

## Obra
- 1987 - Inscripciones latinas de la provincia de Granada. Ed. Granada Universidad. ISBN 84-338-0677-7.[7]

### Publicaciones (selección)
- 1974 - Cerámica popular granadina de Fajalauza.
- 1981 - Avance al estudio del togado de bronce del cortijo de Periate. ISSN 0211-3228 [8][9]
- 1985 - La prehistoria y arqueología granadinas a través del Museo Arqueológico de Granada.
- 1990 - El astrolabio del Museo Arqueológico de Granada.